# Henk Doing
Henk Doing, geboren als Henk Doing Kraft (17 februari 1927 – 20 januari 1996), was een Nederlands landschapsecoloog, vegetatiekundige en natuurbeschermer die was gespecialiseerd in de ecologie van de duinen. 

## Werk
In 1988 introduceerde Doing een veel gebruikte typologie binnen het Nederlandse duin- en strandwallenlandschap. Zo beschreef en introduceerde hij onder andere de begrippen duindoornlandschap, fakkelgraslandschap en dauwbraamlandschap. Doing wordt in het Nederlandse natuurbeheer soms de 'uitvinder van duinlandschappen' genoemd.
Tevens is Doing (co)auteur van verscheidene syntaxa waaronder hoofdzakelijk plantengemeenschappen van het duinlandschap.

### Beschreven syntaxa
In de onderstaande lijst staan syntaxa (gesorteerd op syntaxonomische rang) die door Doing zijn beschreven met artikel op de Nederlandstalige Wikipedia.
Klassen
- klasse van wilgenbroekstruwelen – Franguletea Doing ex Westh. in Westh. & Den Held 1969

Orden
- orde van wilgenbroekstruwelen – Salicetalia auritae Doing ex Westh. in Westh. & Den Held

Verbonden
- verbond van droge, kalkrijke duingraslanden – Polygalo-Koelerion (Boerboom 1960) Weeda, Doing & Scham.

Associaties
- duin-eikenbos – Convallario-Quercetum dunense (Van Leeuwen & Doing 1955) Doing 1962
- abelen-iepenbos – Violo odoratae-Ulmetum (Weevers 1940) Doing 1962
- berken-eikenbos – Betulo-Quercetum Tx. ex Doing 1962
- associatie van hazelaar en purperorchis – Orchido-Cornetum Doing ex Haveman, Scham. & Weeda ass. nov.
- kegelsilene-associatie – Sileno-Tortuletum ruraliformis Doing 1993
- kalk-eikenhaagbeukenbos – Orchido-Carpinetum Doing 1975